# 世田谷区立下北沢小学校
世田谷区立下北沢小学校（せたがやくりつ しもきたざわしょうがっこう）は、東京都世田谷区大原1丁目にある公立小学校。

## 概要
本校は、東大原小学校と守山小学校が統合（後に北沢小学校も統合）し、開校した。

## 沿革
- 2016年（平成28年）
  - 4月1日 - 東大原小学校と守山小学校が統合し、下北沢小学校開校。
  - 4月6日 - 第1回入学式と始業式挙行。最初の新入生は87名。なお、この新入生を含め、全校児童431名で、スタートを切った。
  - 4月9日 - 開校式挙行。
  - 5月28日 - 第1回運動会開催。
- 2017年（平成29年）
  - 3月23日 - 最初の修了式挙行。
  - 3月24日 - 第1回卒業証書授与式挙行。最初の卒業生は68名。
- 2018年（平成30年）
  - 3月9日 - 新校舎完成。
  - 4月1日 - 北沢小学校を統合[1]。
  - 4月21日 - 落成式挙行。
- 2019年（平成31年・令和元年）
  - 3月18日 - 下北沢小学校応援歌策定「S.K.Z.GoGo」（作曲:大谷幸）。
  - 7月16日 - 体育館エアコン工事完了。

## 児童数
2023年（令和5年）4月1日時点
| 学年 | 1年 | 2年 | 3年 | 4年 | 5年 | 6年 | くるみ （特別支援） | 合計 |
| ---- | --- | --- | --- | --- | --- | --- | ------------------- | ---- |
| 学級 | 4   | 4   | 4   | 4   | 3   | 3   | 2                   | 24   |
| 児童 | 129 | 130 | 114 | 109 | 111 | 113 | 12                  | 741  |

## 周辺
- 下北沢成徳高等学校
- 北沢かしのき公園
- 大原さんかく公園
- 東京都道413号赤坂杉並線

## アクセス
- 京王井の頭線・小田急小田原線下北沢駅から、徒歩8分。
- 京王京王線笹塚駅から、徒歩15分。

以下は学校ホームページには記載無いが、アクセスは可能。
- 京王井の頭線新代田駅から、徒歩約750m・約11分。
- 都営バス「宿91」系統で、「代田6丁目」バス停より、
  - 新代田駅行のりばから、徒歩約430m・約7分。
  - 新宿駅西口行のりばから、徒歩約605m・約9分（新代田まちづくりセンター付近にある環七通りを跨ぐ横断歩道経由）。